# 윌리엄 베넷 (주교)
윌리엄 베넷(William Bennet, 1746년 3월 4일 ~ 1820년 7월 16일)은 아일랜드 클로인의 주교이자 골동품 연구가이다. 런던 탑에서 태어났고, 해로우 학교와 케임브리지의 엠마누엘 대학교에서 공부하였다.